# Басараб III Стария
Басараб III Стария (на румънски: Basarab Laiotă cel Bătrân) е войвода на Влашко през 1473, 1474, отново през 1474, 1475 – 1476 и през 1476 – 1477. Прякорът „Стария“ му е даден от историците, за да бъде разграничаван от неговия племенник Басараб IV Цепелуш (княз на Влашко през 1481 – 1482 г.), който от своя страна е наричан „Младия“.

## Управление
Вероятно племенник на влашкия княз Дан II (макар той самият да твърди, че е негов син), Басараб III сяда на трона на Влахия за първи път през 1473 г., когато молдовският княз Стефан Велики нахлува във Влашко и отстранява от власт Раду III Красивия. Но само след месец Раду III успява да си върне властта.
През пролетта на 1474 г. отново с подкрепата на Стефан Велики Басараб изгонва повторно Раду III, но и този път управлението му трае съвсем кратко, защото Раду се връща на трона. Историята се повтаря и през септември или октомври същата година – Басараб поема властта за трети път и за трети път е изгонен от Раду Красивия още през октомври. През януари 1475 г. Раду III умира (според други източници изчезва безследно) и това дава възможност на Басараб за четвърти път да стане влашки войвода.
Басараб III скоро също като Раду III е принуден да се признае за васал на Османската империя, което го скарва с Молдовското княжество, срещу което той воюва на страната на турците. През ноември 1476 г. унгарците помагат на Влад Цепеш да го отстрани от власт. Но Цепеш моментално започва война с османците и загива през декември същата година в сражение с тях. За пети и последен път Басараб III застава начело на Влахия. През ноември 1477 г. Стефан Велики го изгонва от Влашко окончателно и слага на трона Басараб IV Цепелуш.
Басараб III умира в Трансилвания на 22 декември 1480 г.